# Haplopappus pulchellus
Haplopappus pulchellus là một loài thực vật có hoa trong họ Cúc. Loài này được (Bertero) DC. mô tả khoa học đầu tiên năm 1836.